# Rue Émile-Lepeu
La rue Émile-Lepeu est une voie du 11e arrondissement de Paris, en France.

## Situation et accès
La rue Émile-Lepeu est une voie publique située dans le 11e arrondissement de Paris. Elle débute au 40, rue Léon-Frot et se termine au 14, impasse Carrière-Mainguet. L'immeuble faisant coin avec la rue Léon-Frot possède une façade au pan coupé, qui a donné son nom au bar situé au rez-de-chaussée. Cet immeuble est une ancienne maison de passe du début du XXe siècle.

## Origine du nom

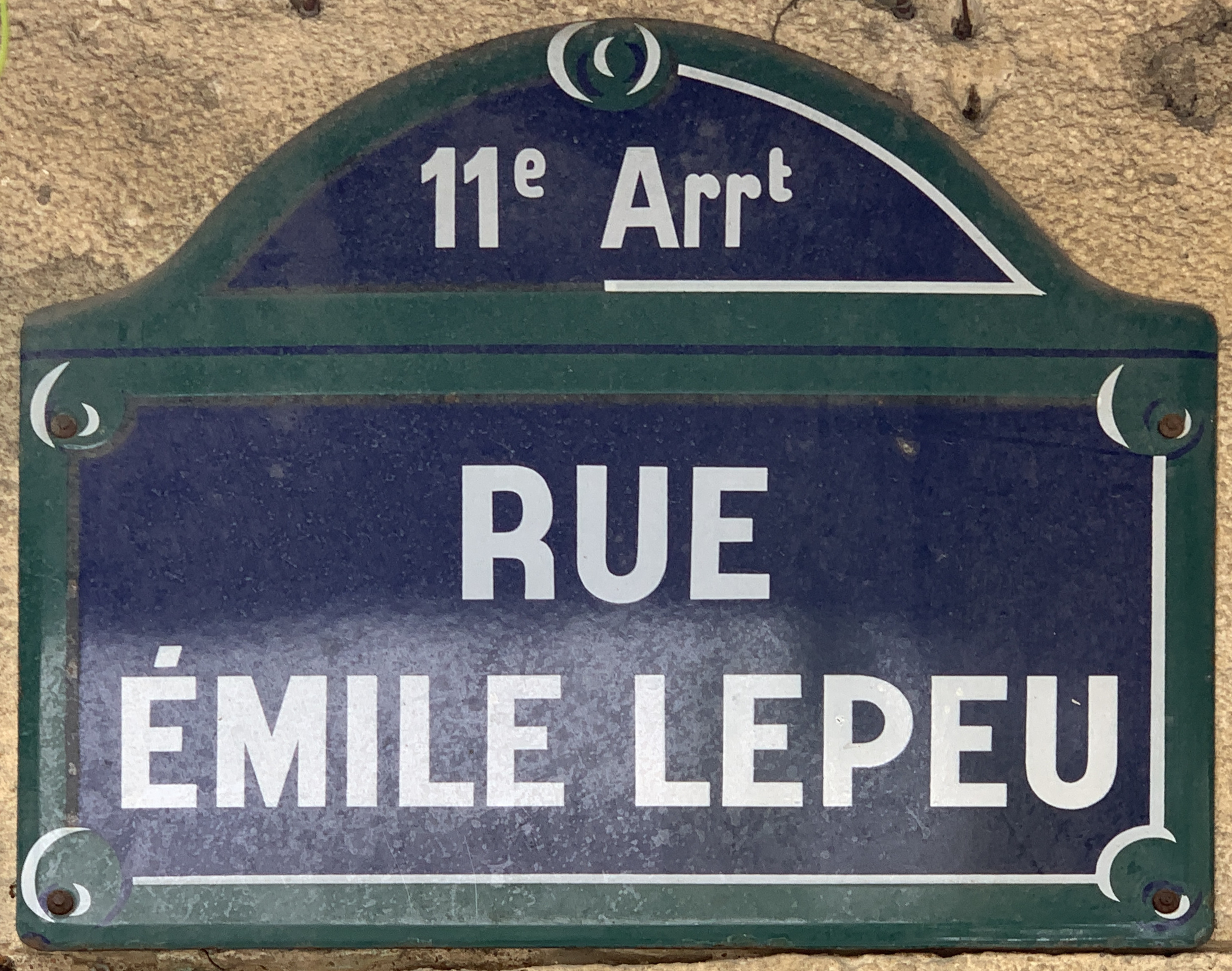
Plaque de la rue.

Elle porte le nom d'Émile Lepeu, fils de l'ancien propriétaire, Gustave Lepeu.
Le passage Gustave-Lepeu et le passage Alexandrine portent les noms de son père et de sa sœur.

## Historique
Créée en 1865, cette voie est classée dans la voirie parisienne par arrêté du 1er septembre 1932.

## Lieux de mémoire
- No 9 : Alexis Hinsberger (1907-1996), artiste peintre, lithographe et sculpteur, y vécut[1].